# İkizbaba, Bekilli
Ekizbaba là một xã thuộc huyện Bekilli, tỉnh Denizli, Thổ Nhĩ Kỳ. Dân số thời điểm năm 2010 là 188 người.